# Rudi Molleker
Rudolf „Rudi“ Molleker (* 26. Oktober 2000 in Sjewjerodonezk, Ukraine) ist ein deutscher Tennisspieler.

## Persönliches
Molleker ist der Sohn von Roman und Tanja Molleker und zog im Alter von drei Jahren als Spätaussiedler nach Oranienburg. Er hat einen älteren Bruder.
Schon früh im Alter von fünf Jahren begann Molleker, seinem älteren Bruder German nacheifernd, Tennis zu spielen. Sein Talent wurde schnell erkannt. Im Alter von sechs Jahren startete Rudi mit dem Tennistraining bei der TV Frohnau in Berlin-Reinickendorf. Schon sehr früh wurde Molleker wie sein Bruder German von Benjamin Thiele trainiert. Dieser ist seither sein ständiger Wegbegleiter als Coach und Manager. Außerdem trainierte Molleker von Beginn an regelmäßig mit seinem Vater Roman. 2011 folgte er seinem Coach Benjamin Thiele und wechselte zum Spandauer Verein Sutos 1917.

## Karriere
Molleker wurde 2014 Einzel-Europameister bei den U14-Junioren in Pilsen sowie Team-Weltmeister mit dem deutschen U14-Nationalteam bei den ITF World Junior Finals in Prostějov. Nach einem Sieg beim ITF-Grade-1-Turnier in Berlin am 25. Juni 2017 stieg Molleker in die Top 10 der ITF-Jugendweltrangliste auf.
Über die DTB-Förderung erhielt Molleker eine Wildcard für die Qualifikation des ATP-Turniers von Hamburg. Nachdem er Casper Ruud und Leonardo Mayer – den Sieger des Turniers von 2014 und über 800 Plätze in der Weltrangliste vor ihm liegend – in der Qualifikation besiegte, feierte er sein Debüt auf der ATP World Tour bei seiner ersten Turnierteilnahme überhaupt. In der ersten Runde traf er auf den Setzlistendritten Karen Chatschanow, dem er mit 4:6, 3:6 unterlag. Durch den Einzug in das Hauptfeld sprang Molleker in die Top 700 der Weltrangliste. Bis Jahresende erreichte er zudem bei Future-Turnieren einmal das Finale und zweimal das Halbfinale, musste jedoch in allen drei Partien aufgeben.
Bis Ende April 2018 stand Molleker bei zwei Future-Turnieren je einmal im Finale und einmal im Halbfinale. Am 20. Mai 2018 feierte er dann seinen bislang größten Erfolg, als er das Challenger-Turnier in Heilbronn gewann. Im Finale besiegte er dort mit Jiří Veselý seinen ersten Top-100-Spieler mit 4:6, 6:4 und 7:5. Nach dem Sieg kletterte Molleker in die Top 300 der Weltrangliste. Per Wildcard konnte er im Juni und Juli bei allen drei deutschen Turnieren der ATP World Tour direkt im Hauptfeld starten. In Halle schied er in der ersten Runde aus, in Stuttgart und Hamburg erreichte er nach Dreisatzsiegen gegen Jan-Lennard Struff und David Ferrer hingegen die zweite Runde. Bei den Challenger-Turnieren in Meerbusch und Stettin kam er jeweils bis ins Halbfinale. Ende des Jahres stand er auf Platz 194 der Weltrangliste, knapp unter seinem damaligen Karrierehoch, das im Oktober bei Rang 192 lag.
Im Januar 2019 erreichte Molleker über die Qualifikation zu den Australian Open zum ersten Mal das Hauptfeld eines Grand-Slam-Turniers. Hier unterlag er in der ersten Runde dem Argentinier Diego Schwartzman in vier Sätzen. Danach kam er bei verschiedenen Challenger-Turnieren einmal ins Halb- und dreimal ins Viertelfinale. Im Mai 2019 zog Molleker erneut über die Qualifikation der French Open in das Hauptfeld eines Grand-Slam-Turniers ein und verlor gegen Alexander Bublik in vier Sätzen. Unmittelbar danach erreichte er beim Challenger-Turnier von Posen nach einem Halbfinalsieg gegen den topgesetzten Hubert Hurkacz das Finale, das er nach gewonnenem ersten Satz gegen Tommy Robredo verlor. Im Juli konnte er wie im Vorjahr per Wildcard beim Turnier von Hamburg direkt im Hauptfeld starten. In der ersten Runde besiegte er den Vorjahresfinalisten Leonardo Mayer in zwei Sätzen, den er bereits 2017 in der Qualifikation von Hamburg geschlagen hatte und der als Lucky Loser in diesem Jahr dennoch das Turnier gewann. In der zweiten Runde schied Molleker dann zwar in zwei Sätzen gegen den an Nr. 3 gesetzten Fabio Fognini aus, erreichte mit Platz 146 nach dem Turnier aber ein neues Karrierehoch in der Weltrangliste. Danach konnte er für längere Zeit jedoch keine guten Ergebnisse mehr erreichen. Bis Jahresende gewann er nur zwei von neun Matches, 2020 verlor er alle sieben gespielten Partien. Ende August 2023 gewann er das Challenger-Turnier in Prag ohne Satzverlust und feierte somit seinen zweiten Titel der Turnierserie. Zudem stand er zum ersten Mal seit drei Jahren wieder in den Top 250. 

## Erfolge
| Legende (Anzahl der Siege)  |
| Grand Slam                  |
| ATP World Tour Finals       |
| ATP World Tour Masters 1000 |
| ATP World Tour 500          |
| ATP World Tour 250          |
| ATP Challenger Tour (2)     |

### Einzel

#### Turniersiege
| Nr. | Datum           | Turnier   | Belag | Finalgegner   | Ergebnis      |
| --- | --------------- | --------- | ----- | ------------- | ------------- |
| 1.  | 20. Mai 2018    | Heilbronn | Sand  | Jiří Veselý   | 4:6, 6:4, 7:5 |
| 2.  | 26. August 2023 | Prag      | Sand  | Gabriel Debru | 6:2, 6:2      |